# Първенство на България по футбол 1951
Групата е съставена от 12 отбора, играе се всеки срещу всеки в две срещи на разменено гостуване. За победа се начисляват 2 точки, за равенство 1, а за загуба не се начисляват точки. При равенство в точките като следващ критерий за подреждане се взима головото съотношение.
Последният класирал се измежду софийските и последните два извънстолични отбора отпадат в Б група.

## История
И през 1951 г. в българския футбол не липсват странни и абсурдни реорганизации и решения.
От изпадналия в Б група „Торпедо“ се отделя доброволната спортна организацция „Локомотив“ - на транспортните работници. От ДСО „Строител“ се отделя „Ударник“, който в действителност е „Славия“. Така през 1951 г. „белите“ и „железничарите“ играят в Б група, като специално славистите не отиват там по спортни причини, тъй като през 1950 година „Строител“ се спасява и остава в елита, докато „Торпедо“ е изпаднал заради резултатите си на терена.
Представители на клубовете от цялата страна се събират във Военния клуб в столицата за да решат как да попълнят местата в елита. На 19 февруари футболните спецове решават занапред А и Б групите да се състоят от 12 отбора. Елитната група се попълва от осемте спасили се клуба през отминалия сезон, плюс победителите от двете Б групи - „Торпедо“ (Русе) и „Спартак“ (София). Логиката диктува другите две места да са за подгласниците в групите съответно „Динамо“ (Плевен) и „Червено знаме“ (Самоков), но на практика не става така. Вместо тях са вкарани „ДНА“ (Пловдив) и „Торпедо“ (Перник). Специално за „канарчетата“ целта вероятно е да се възмезди за случката от края на 1949 г. когато те печелят квалификационния турнир в Пловдив и място за елита, което впоследствие е дадено на „ЦДНА“ (обединен отбор на войската „ОНВ“).
„Торпедо“ (Перник) е вкаран в елита без каквато и да е връзка със спортните му резултати - просто защото е „футболен“ град и голям миньорски център.

## Класиране
| Отбор | Отбор                    | М  | П  | Р  | З  | Г.Р.  | Г.Р. | Т  |
| ----- | ------------------------ | -- | -- | -- | -- | ----- | ---- | -- |
| 1     | ЦДНВ1 (София)            | 22 | 18 | 1  | 3  | 62:7  | +55  | 37 |
| 2     | Спартак (София) (н)      | 22 | 14 | 8  | 0  | 27:7  | +20  | 36 |
| 3     | Динамо (София) (ш)       | 22 | 9  | 8  | 5  | 37:16 | +21  | 26 |
| 4     | Академик (София)         | 22 | 10 | 6  | 6  | 40:33 | +7   | 26 |
| 5     | Спартак (Сталин2)        | 22 | 10 | 5  | 7  | 40:27 | +13  | 25 |
| 6     | Червено знаме (София)    | 22 | 6  | 11 | 5  | 26:21 | +5   | 23 |
| 7     | Локомотив (Пловдив)      | 22 | 7  | 9  | 6  | 21:20 | +1   | 23 |
| 8     | Строител (София)         | 22 | 8  | 6  | 8  | 25:24 | +1   | 22 |
| 9     | Торпедо (Димитрово3) (н) | 22 | 9  | 2  | 11 | 37:36 | +1   | 20 |
| 10    | ДНВ1 (Пловдив) (н)       | 22 | 6  | 5  | 11 | 26:32 | -6   | 17 |
| 11    | Торпедо (Плевен)         | 22 | 1  | 3  | 18 | 16:59 | -43  | 5  |
| 12    | Торпедо (Русе) (н)       | 22 | 0  | 4  | 18 | 8:83  | -75  | 4  |

- 1. ЦДНВ и ДНВ – пълно име Централен дом на народната войска;
- 2. Сталин – днес град Варна;
- 3. Димитрово – днес град Перник;

- От А РФГ изпадат Торпедо (Плевен) и Торпедо (Русе) – като последни провинциални отбори.
- Влизат първите два провинциални отбора от Б РФГ – ВМС (Сталин) и Спартак (Плевен).
- Строител (София) изпада като последен столичен отбор и на негово място влиза Ударник (София) като първи столичен отбор от Б РФГ.
- Червено знаме (София) като предпоследен столичен отбор играе два квалификационни мача с Локомотив (София), който е втори столичен отбор в Б РФГ.

## Плейоф за влизане в А РФГ
Локомотив (София) – Червено знаме (София) 2:0 и 1:0

## Състав на шампиона ЦДНА (София)
| Футболист          | Пост           | Мачове | Голове |
| ------------------ | -------------- | ------ | ------ |
| Димитър Миланов    | Нападател      | 22     | 15     |
| Петър Михайлов     | Нападател      | 21     | 13     |
| Георги Цветков     |                | 20     | 0      |
| Стефан Т. Стефанов | Нападател      | 20     | 13     |
| Георги Насев       |                | 19     | 0      |
| Панайот Панайотов  |                | 17     | 1      |
| Ганчо Василев      |                | 17     | 1      |
| Манол Манолов      |                | 17     | 0      |
| Стефан Божков      |                | 17     | 0      |
| Михаил Янков       |                | 14     | 8      |
| Ангел Миланов      |                | 14     | 4      |
| Георги Кекеманов   | Вратар         | 14     | 0      |
| Атанас Цанов       |                | 12     | 2      |
| Гаврил Стоянов     |                | 11     | 0      |
| Гочо Русев         |                | 9      | 1      |
| Стефан Геренски    |                | 8      | 0      |
| Пейчо Пеев         |                | 7      | 1      |
| Георги Енишейнов   |                | 5      | 0      |
| Нако Чакмаков      |                |        |        |
| Крум Милев         | Старши треньор |        |        |

## Голмайстор
| Футболист       | Отбор        | Голове |
| --------------- | ------------ | ------ |
| Димитър Миланов | ЦДНВ (София) | 13     |

## Любопитни факти
- „ЦДНА“ записва най-голямата победа в историята на българския шампионат като побеждава „Торпедо“ (Русе) с 12:0.
- Петър Михайлов става първият футболист в историята на А група, който бележи 6 гола в една среща. Това става при разгрома на „ЦДНА“ над „Торпедо“ (Русе).
- „ЦДНА“ налага традицият да се тренира двуразово в седмицата и да се отсяда в хотел преди мача. „Червените“ започват да провеждат зимни и летни лагери в Петрич и Боровец.
- В „Академик“ играе първият чужденец в историята на елитните ни дивизии - албанския студент Скендербегея.
- Въведени са странни правила - за да се спазва съотношението между софийски и провинциални отбори, осмият в крайното класиране „Строител“ изпада. А другият най-слабо класирал се столичен тим - „Червено знаме“ играе с „Локомотив“, като губи и изпада.

## Класиране Б РФГ
| Отбор | Отбор                         | М  | П  | Р | З  | Г.Р.  | Г.Р. | Т  |
| ----- | ----------------------------- | -- | -- | - | -- | ----- | ---- | -- |
| 1     | Ударник1 (София)              | 22 | 16 | 5 | 1  | 53:17 | +36  | 36 |
| 2     | Локомотив2 (София)            | 22 | 14 | 5 | 3  | 46:20 | +26  | 33 |
| 3     | ВМС3 (Сталин4)                | 22 | 11 | 7 | 4  | 38:18 | +20  | 29 |
| 4     | Спартак (Плевен)              | 22 | 11 | 6 | 5  | 35:24 | +11  | 28 |
| 5     | Червено знаме (Павликени)     | 22 | 10 | 3 | 9  | 34:3  | +1   | 23 |
| 6     | Червено знаме (Ст. Димитров5) | 22 | 9  | 5 | 8  | 27:32 | -5   | 23 |
| 7     | Локомотив (Стара Загора)6     | 22 | 8  | 5 | 9  | 37:31 | +6   | 21 |
| 8     | Торпедо (София)               | 22 | 7  | 1 | 14 | 26:40 | -14  | 15 |
| 9     | Динамо (Пловдив)              | 22 | 5  | 5 | 12 | 25:45 | -20  | 17 |
| 10    | Червено знаме (Самоков)       | 22 | 4  | 7 | 11 | 17:43 | -26  | 15 |
| 11    | Ударник6 (Коларовград7)       | 22 | 5  | 5 | 12 | 24:47 | -23  | 14 |
| 12    | Динамо (Сталин3)              | 22 | 4  | 2 | 16 | 31:43 | -12  | 10 |

- 1. Ударник се отделя от ДСО Строител и приема името Славия;
- 2. Локомотив се отделя от ДСО Торпедо;
- 3. ВМС – пълно име Военноморски сили;
- 4. Сталин – днес град Варна;
- 5. Станке Димитров – днес град Дупница;
- 6. Строител променя името си на Ударник;
- 7. Коларовград – днес Шумен;

- Резултатът от мача Ударник (София) – Ударник (Шумен) 0:3 е анулиран с мотив „несериозно отношение на домакините към двубоя и съмнения за договорка“.

- Отпадат: Червено знаме (Самоков), Динамо (Пловдив), Ударник (Коларовград) и Динамо (Сталин).

- Влизат: Академик (Варна), ДНВ (Шумен), ВВС (София), Спартак (Пловдив), Строител (Бургас), Бенковски (Видин), Пирин (Благоевград) и Димитровград.